# Tsuyoshi Kitazawa
Tsuyoshi Kitazawa (北澤 豪 Kitazawa Tsuyoshi?,  nacido el 10 de agosto de 1968 en Machida, Tokio) es un exfutbolista japonés. Jugaba de centrocampista y su último club fue el Tokyo Verdy 1969 de Japón.

## Trayectoria

### Clubes
| Club                                      | País  | Año                     |
| ----------------------------------------- | ----- | ----------------------- |
| Honda F.C.                                | Japón | 1987 - 1991             |
| Yomiuri Verdy Kawasaki / Tokyo Verdy 1969 | Japón | 1991 - 1992 1992 - 2002 |

### Selección nacional
| Selección | País  | Año         |
| --------- | ----- | ----------- |
| Absoluta  | Japón | 1991 - 1999 |

## Estadísticas

### Participaciones en Copa Asiática
| Copa               | Sede  | Resultado | Partidos | Goles |
| ------------------ | ----- | --------- | -------- | ----- |
| Copa Asiática 1992 | Japón | Campeón   | 5        | 1     |

### Participaciones en Juegos Asiáticos
| Copa                     | Sede  | Resultado        | Partidos | Goles |
| ------------------------ | ----- | ---------------- | -------- | ----- |
| Juegos Asiáticos de 1994 | Japón | Cuartos de final | 4        | 1     |

### Participaciones en Copa Confederaciones
| Copa                      | Sede           | Resultado      | Partidos | Goles |
| ------------------------- | -------------- | -------------- | -------- | ----- |
| Copa Confederaciones 1995 | Arabia Saudita | Fase de grupos | 2        | 0     |

## Palmarés

### Títulos nacionales
| Título                   | Club           | País  | Año  |
| ------------------------ | -------------- | ----- | ---- |
| Copa Japan Soccer League | Yomiuri        | Japón | 1991 |
| Japan Soccer League      | Yomiuri        | Japón | 1992 |
| Copa J. League           | Verdy Kawasaki | Japón | 1992 |
| Copa J. League           | Verdy Kawasaki | Japón | 1993 |
| J1 League                | Verdy Kawasaki | Japón | 1993 |
| Supercopa de Japón       | Verdy Kawasaki | Japón | 1994 |
| Copa J. League           | Verdy Kawasaki | Japón | 1994 |
| J1 League                | Verdy Kawasaki | Japón | 1994 |
| Supercopa de Japón       | Verdy Kawasaki | Japón | 1995 |
| Copa del Emperador       | Verdy Kawasaki | Japón | 1996 |

### Títulos internacionales
| Título        | Club (*)           | Sede      | Año  |
| ------------- | ------------------ | --------- | ---- |
| Copa Asiática | Selección de Japón | Hiroshima | 1992 |

(*) Incluyendo la selección

### Distinciones individuales
| Distinción                                | Año  |
| ----------------------------------------- | ---- |
| Máximo goleador de la Japan Soccer League | 1991 |
| Mejor once de la Japan Soccer League      | 1991 |
| Mejor once de la Japan Soccer League      | 1992 |
| J. League Best XI                         | 1994 |